# Керімов Алім Мухтарович
Алі́м Мухта́рович Кері́мов — підполковник Збройних Сил України, учасник російсько-української війни. Кавалер орденів ««За мужність» та Данила Галицького.

## Життєпис
Військову освіту здобув у Військовому інституті телекомунікацій та інформатизації імені Героїв Крут. Наприкінці 2013 року під час звільнень (прим. — хоча це суворо заборонялося) теж ходив на Майдан. Коли розпочалася анексія Криму лишився на материковій частині України. Відтоді з малою Батьківщиною бачився лише по скайпу.
2015 року лейтенант Алім Керімов отримав диплом за військовою спеціальністю «спеціаліста з радіомереж та телекомунікацій». Був призначений командиром взводу штабних машин — у окремому полку зв'язку ВМС ЗС України (Одеса). З першого дня офіцерської служби просився в зону боїв. Займався відновленням військової техніки взводу евакуйованої кримської частини. За два роки повністю відновив машини взводу. Коли техніка вже була повністю укомплектована, його перевели до іншої військової частини. 
В серпні 2017 року старший лейтенант Керімов прийняв посаду командира взводу зв'язку 503 ОБМП. В грудні того ж року став начальником зв'язку 503 ОБМП.
Понад 9 місяців перебував на передовій, забезпечував комунікацію батальйону на фронті від Водяного — до Павлополя.

## Родина
1944 року його бабусь і дідусів виселили в Узбекистан до міста Каттакурган. Обидва діди намагалися повернутися на Батьківщину. Абдульвапа Керімова за ці спроби кинули у в'язницю — «пришили» політичну статтю. Але в начальнику колонії Абдульвап упізнав колишнього зрадника-поліцая, і той вимушено відпустив його. Другий дід — Абдурахман Мамбетов — теж намагався повернутися — його ледь не вбили, постійно погрожували. Повернутися батькам Аліма; вони родом з-під міста Судака, вдалося до Кіровського — на той час дядько глави сім'ї, Мухтар Керімов, вже осів у містечку. У 1988 року до нього поїхало з Узбекистану молоде подружжя. Мухтар Керімов — будівельник, дружина Зеніфе — медик. Мухтар влаштувався працювати до ЖЕКу — був старшим інженером, по тому, понад 20 років керував конторою. Зеніфе працювала в районній лікарні. Виростав з братом Абдульвапом, який став будівельником і сестрою Султаніє (медик; померла після важкої хвороби).

## Нагороди та вшанування
- орден «За мужність» II ступеня — за особисту мужність, виявлену у захисті державного суверенітету та територіальної цілісності України, самовіддане виконання військового обов’язку[2].
- орден «За мужність» III ступеня — за особистий вагомий внесок у зміцнення обороноздатності Української держави, мужність, виявлену під час бойових дій, зразкове виконання службових обов’язків та високий професіоналізм[3].
- орден Данила Галицького — за особисту мужність, виявлену у захисті державного суверенітету та територіальної цілісності України, самовіддане виконання військового обов’язку[4].